# Dwór Stillfriedów w Drogosławiu
Dwór Stillfriedów w Drogosławiu (niem. Kunzendorfer Schlössel) – zabytkowy dwór w Drogosławiu.
Siedziba rodu Stillfriedów wzniesiona około 1600 roku, modernizowana w XVIII i XIX wieku. Obecnie jest to wielorodzinny budynek mieszkalny.

## Historia
Dwór zwany Drogosławskim Zameczkiem (niem. Kunzendorfer Schlössel) został wzniesiony przez rodzinę Stillfriedów około 1600 roku. Prawdopodobnie budynek był modernizowany w XVIII wieku i w drugiej połowie XIX wieku. Zamieszkały był na stałe do lat 60. XVII wieku, potem tylko okresowo. Na nowo stał się siedzibą stałą od 1835 do 1945 roku. W roku 1830 przy dworze utworzono ozdobny ogród, cieszący się popularnością wśród mieszkańców jeszcze pod koniec XIX wieku.
Po II wojnie światowej budynek wraz z folwarkiem najpierw należał do wojska, a potem był siedzibą państwowego gospodarstwa rolnego. Po roku 1969 dwór został przebudowany.
Decyzjami wojewódzkiego konserwatora zabytków z dnia 5 września 1950 roku oraz z dnia 7 maja 1991 roku dwór wraz z sąsiadującym parkiem został wpisany do rejestru zabytków.
Obecnie jest użytkowany jako wielorodzinny budynek mieszkalny.

## Architektura
Zbudowany jako niewielki obiekt o zwartej bryle reprezentował typową architekturę rezydencjonalną końca XVI i początku XVIII wieku. Piętrowy dwór nakryty jest czterospadowym dachem, założony na planie prostokąta, z dostawioną werandą. Fasada fasada jest siedmioosiowa, główne wejście jest umieszczone asymetrycznie, prowadzą do niego schody z drewnianym gankiem na ich końcu. Elewacje zostały pozbawione ozdób, pozostały jedynie uszate obramowania otworów okiennych i wydatny gzyms koronujący. Obok dworu istniał ogród i park, których pozostałości są widoczne do dziś. W sąsiedztwie budynku, wokół dziedzińca zachowały się też okazałe zabudowania gospodarcze z XIX wieku.

## Galeria

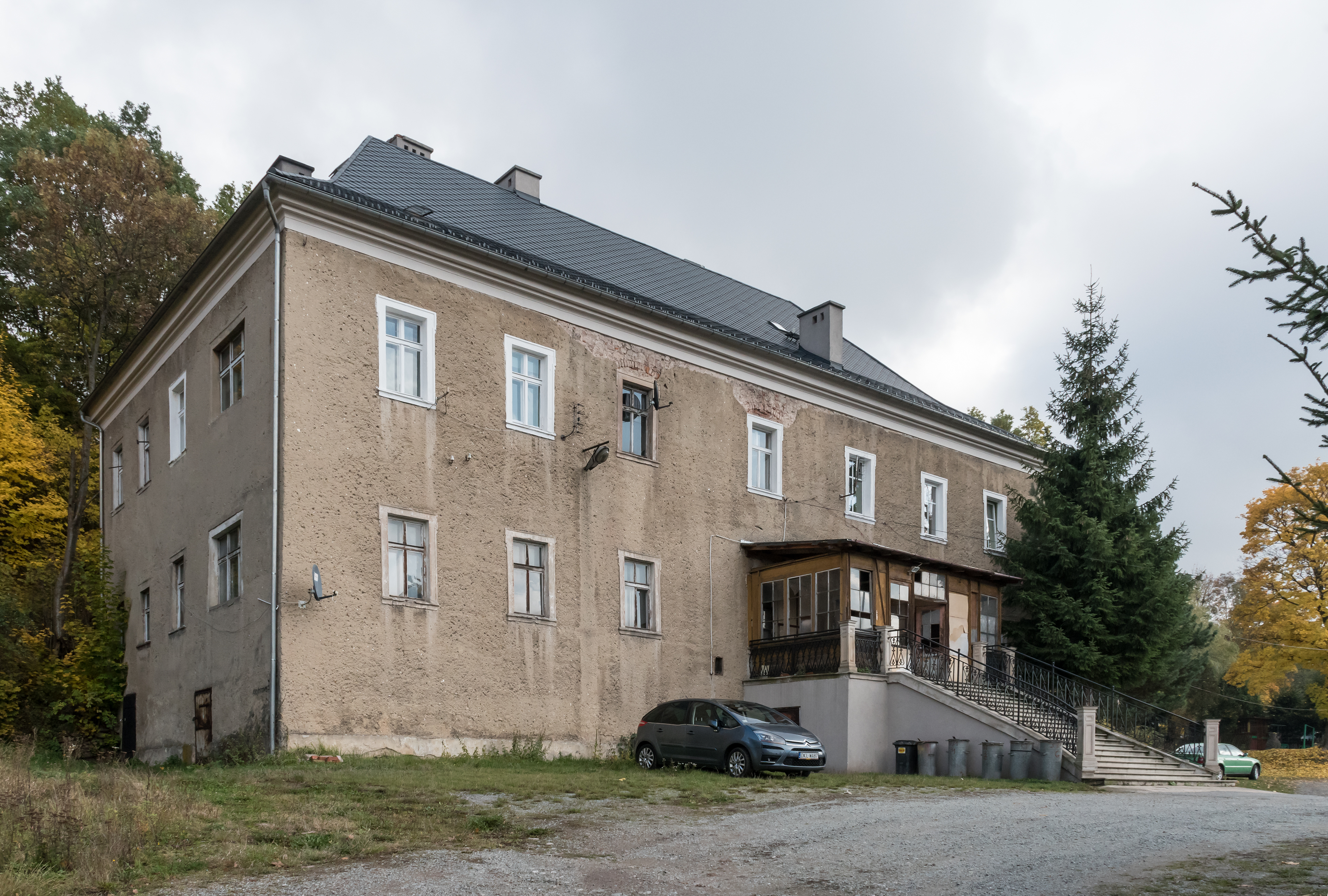
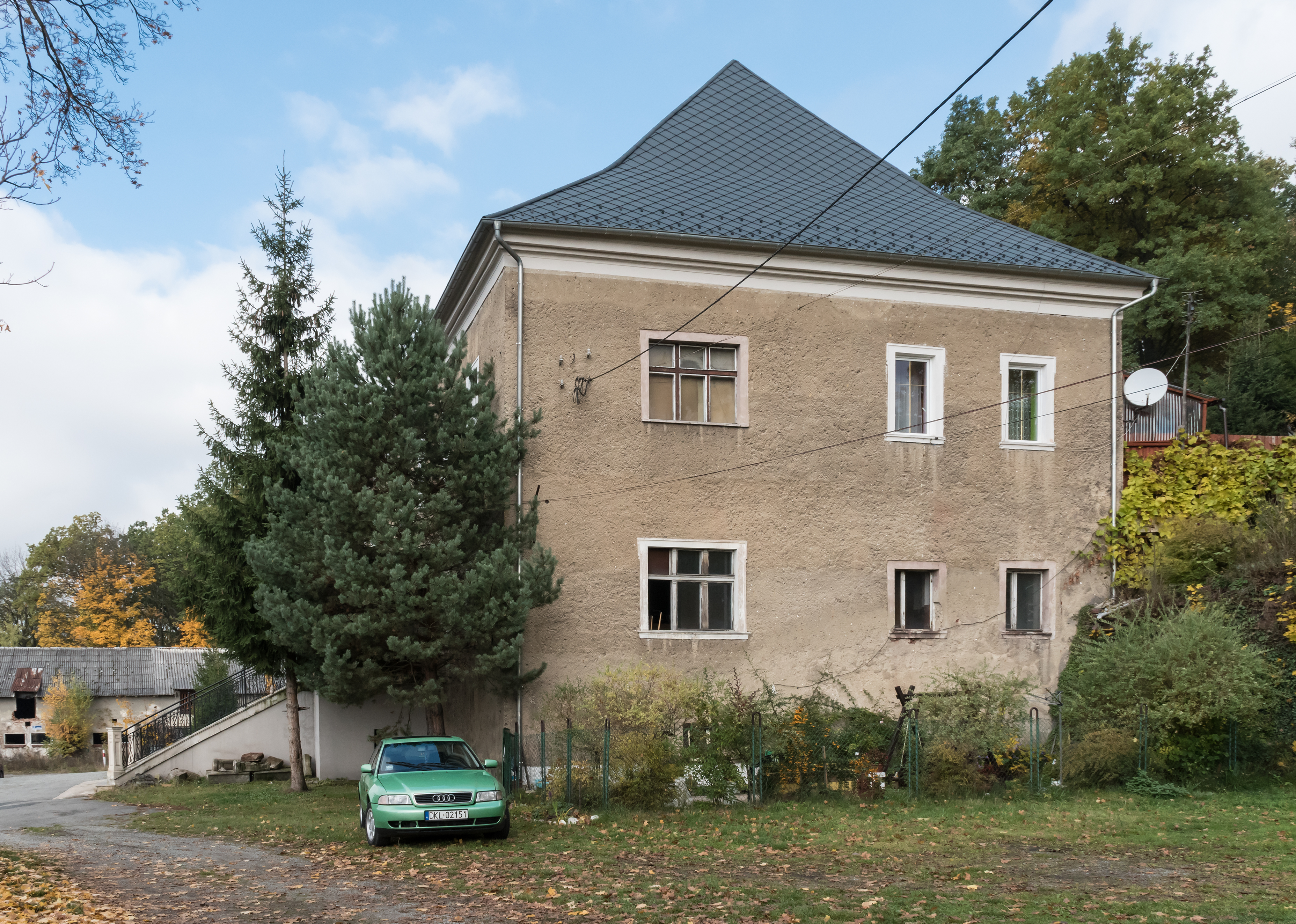
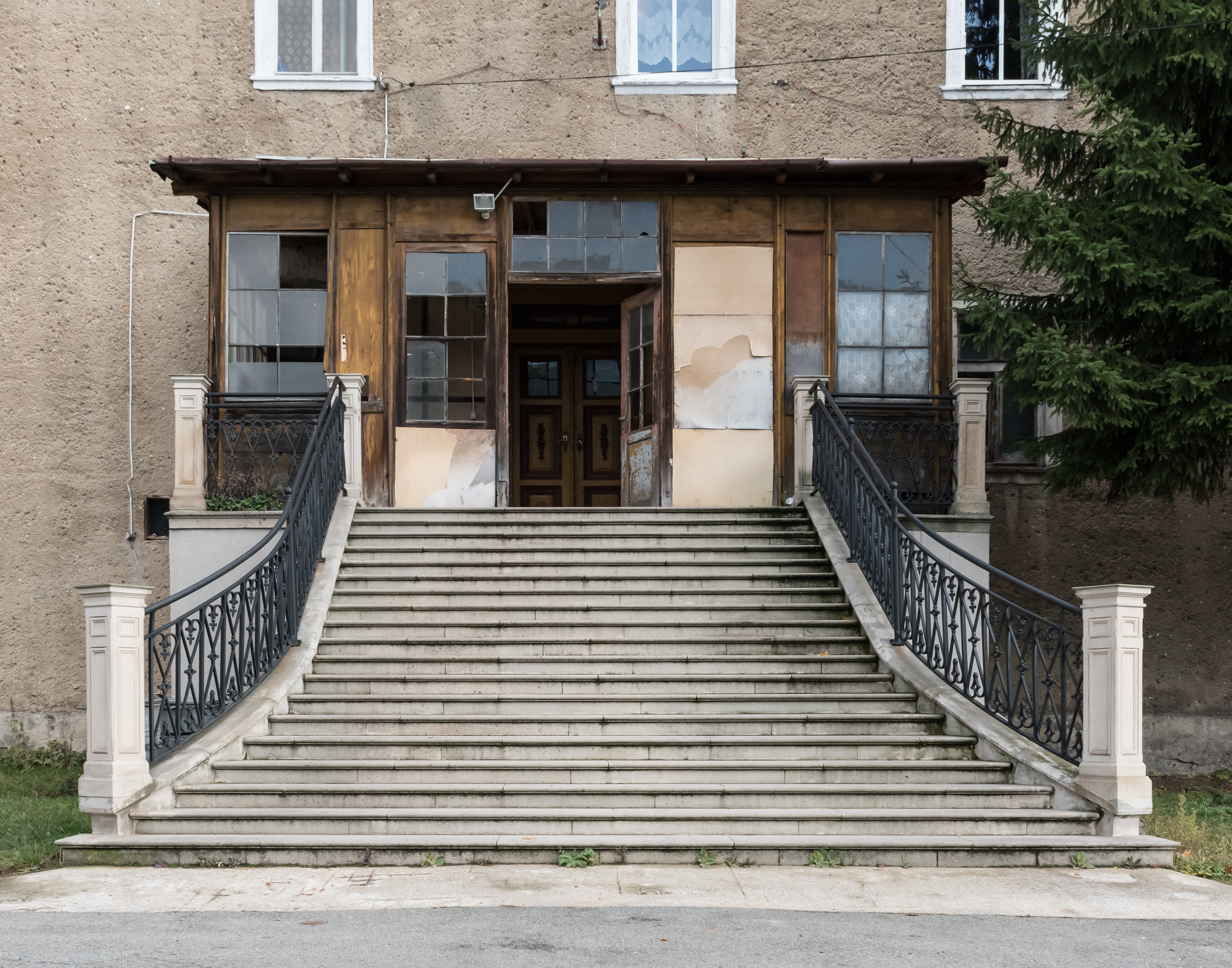
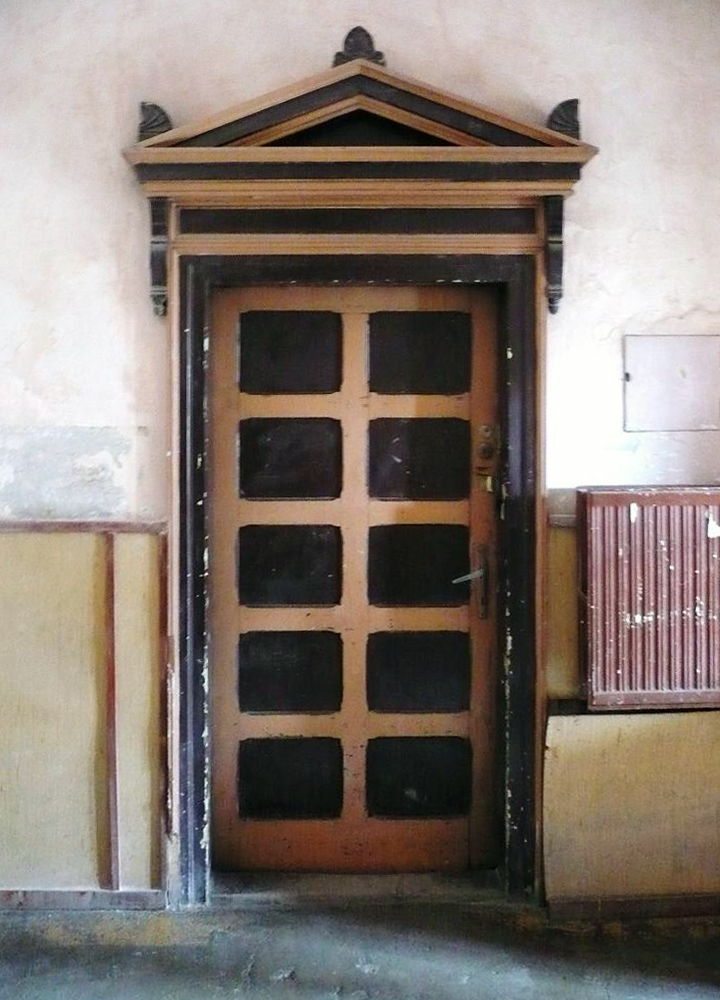

## Inne rezydencje Stillfriedów
- Dwór Dolny we Włodowicach
- Dwór Górny w Nowej Rudzie
- Pałac w Jugowie
- Zamek Stillfriedów w Nowej Rudzie